# Vamberk
Vamberk (německy Wamberg) je město na východě Čech v okrese Rychnov nad Kněžnou v Královéhradeckém kraji, pět kilometrů jižně od Rychnova nad Kněžnou. Leží v podhůří Orlických hor na řece Zdobnici. Žije zde přibližně 4 700 obyvatel. Vamberk je proslavený především svojí ručně paličkovanou krajkou. Sousedními obcemi sídla jsou Jahodov, Rychnov nad Kněžnou, Potštejn, Lupenice, Rybná nad Zdobnicí, Záměl, Záchlumí a Doudleby nad Orlicí.

## Historie
Sídlo bylo založeno při kolonizaci v prvé polovině 13. století rodem Drslaviců, kteří drželi hrady Potštejn a Litice. Nedávno při archeologickém průzkumu na přelomu let 2023/2024 na stavbě nového obchodního centra na okraji Vamberku nalezli pozůstatky zemědělské usedlosti s hrnčířskými dílnami. Tehdy měl stát v centru dnešního města hrad Waldemberg. Nález pochází z přelomu 13. a 14. století (tj. cca z let 1295–1305). První písemná zmínka o Vamberku pochází z roku 1341 a nachází se v listině, kterou se Ješek z Potštejna vzdal ve prospěch českého krále Jana Lucemburského různých statků včetně vsi nazvané německy Waldenburg, tj. zalesněný (lesnatý) kopec. Označuje polohu tehdejšího Vamberka v rozsáhlých pohraničních lesích. Zkomolením jména na Walenberg a dále na Wamberg vzniklo nynější české pojmenování, zaznamenané již v předhusitské době, k roku 1410. Roku 1523 se připomíná zemřelý držitel obce Bohuslav Vamberský z Chrástu a na Vamberce. Od roku 1557 získali Vamberk Percingarové z Bydžína.

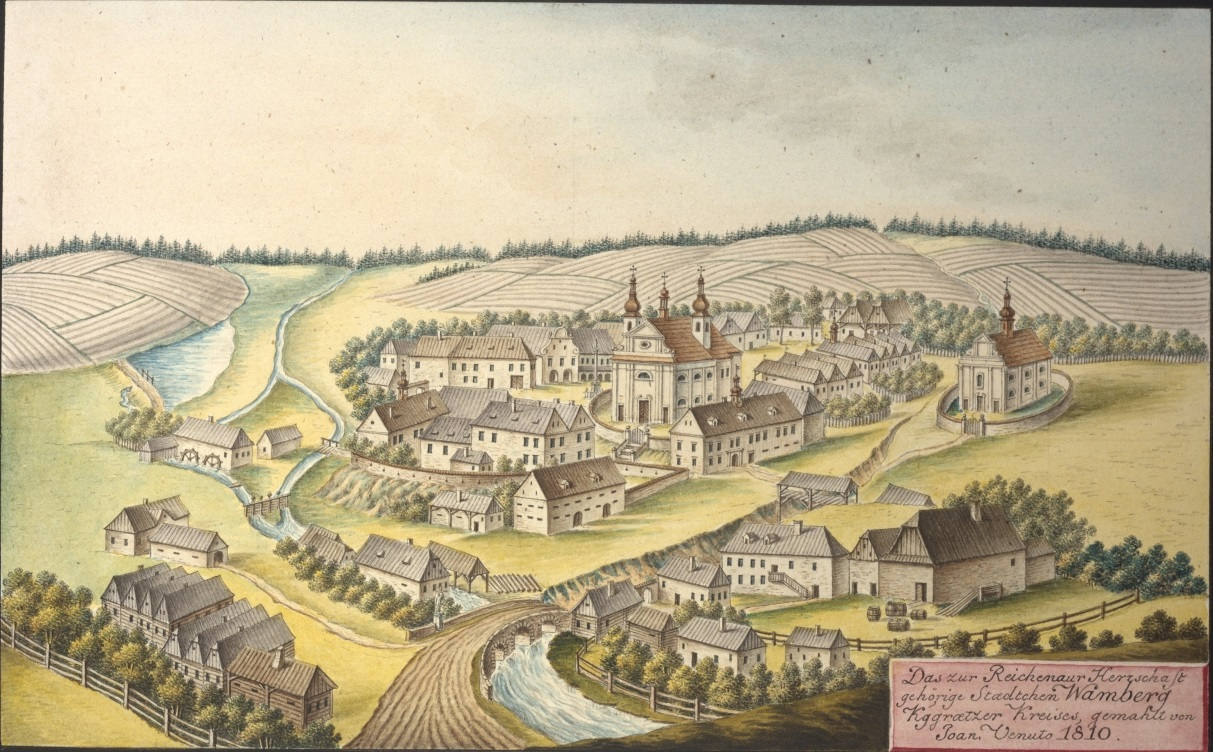
Město Vamberk, kresba Johanna Venuta z roku 1810

K rozkvětu města přispělo privilegium císaře Matyáše z roku 1616 s právem tří jarmarků a jednoho týdenního trhu, a s povolením vybírat na mostě mýtné. Tvrz se ve městě připomíná naposledy při konfiskaci Percingarova majetku roku 1622. Roku 1627 koupil vamberské panství nizozemský katolický císařský vojenský rada Kašpar Gramb z Grambu, který se v armádě císaře Ferdinanda II. účastnil potlačení stavovského povstání. Jeho manželka Magdaléna po ovdovění, od roku 1633 až do své smrti v roce 1671, vládla na panstvích Vamberk, Potštejn a Kostelec nad Orlicí. Dne 21. září 1637 vydala privilegium, jímž svým poddaným zmírnila robotní povinnosti a nebránila svobodnému provozování řemesel. Roku 1639 se podruhé provdala za Ottu Jindřicha Štose z Kounic. Podle místní legendy přivezla paní Magdalena z rodných Flander umění paličkované krajky. Naučila prý řemeslu vamberské ženy, které je rozšířily v celém regionu. Podle jiné legendy to byly řeholnice řádu voršilek z belgického Lutychu, které po roce 1655 začaly v Čechách dívky vyučovat mimo jiné i paličkování.
Od roku 1654 se ve městě připomíná židovská obec, která roku 1688 zřídila vlastní hřbitov pro Vamberk, Doudleby nad Orlicí a Kostelec nad Orlicí. Při ničivém požáru v květnu 1898 shořela podstatná část farního kostela včetně zvonů.
Za panování Leopolda Libštejnského z Kolovrat na Rychnově od roku 1716 dostali vamberečtí právo obchodu se solí, až na výjimky se mohli vykoupit (osvobodit) od roboty a byli propuštěni z nevolnictví. Významným hospodářským počinem byla stavba Moravsko-polské silnice z let 1839–1841 a následná výstavba kamenného mostu ve Vamberku. Poslední majitel panství, hrabě František Lützow, zemřel roku 1916 a byla pro něj na starém vambereckém hřbitově vystavěna zděná hrobka.

## Části města
- Vamberk
- Merklovice
- Peklo

## Doprava

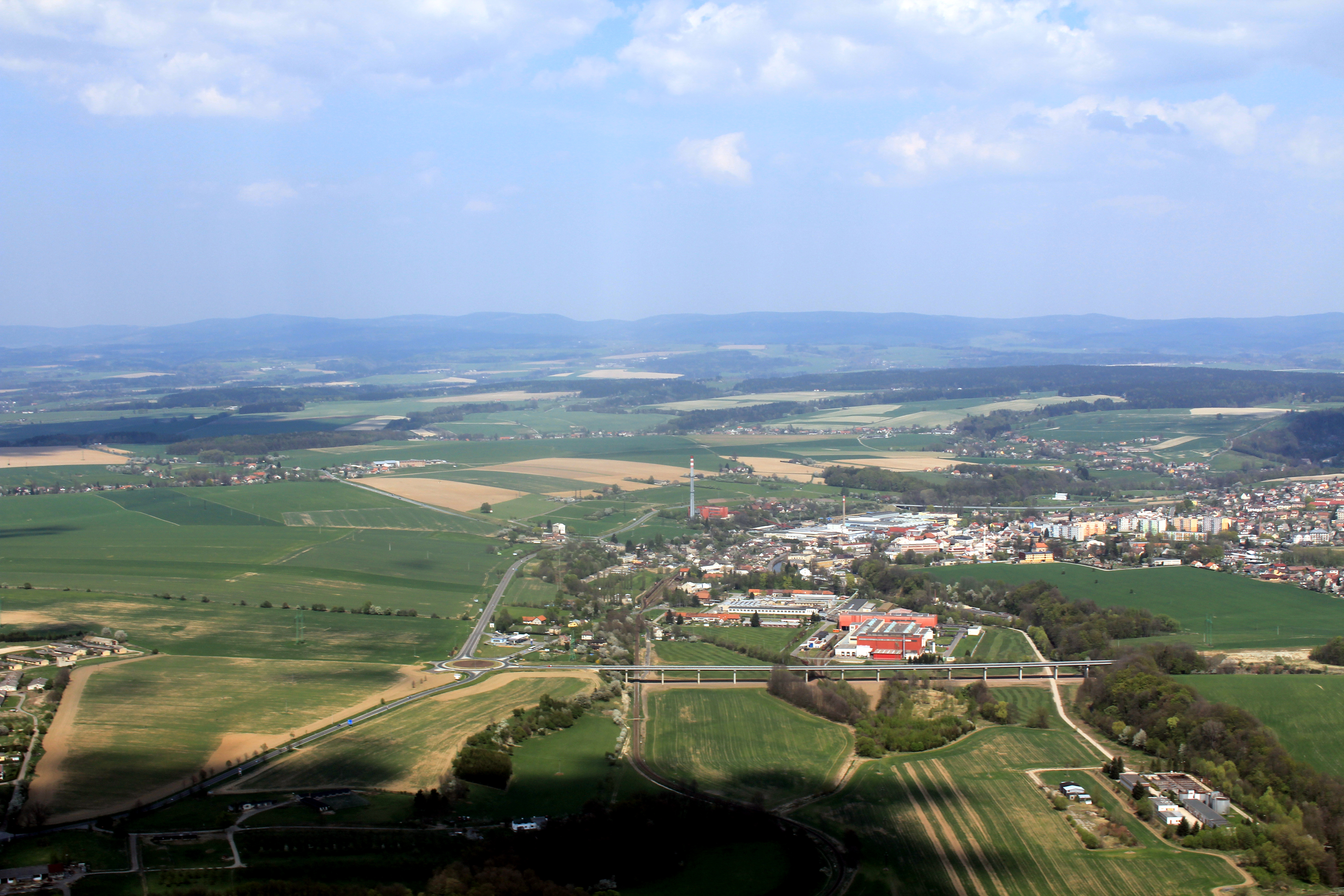
Letecký snímek města

Vamberk leží na křižovatce silnic I/11 (Hradec Králové – Třebechovice pod Orebem – Týniště nad Orlicí – Častolovice – Žamberk – Jablonné nad Orlicí – Šumperk – Rýmařov – Bruntál – Opava – Ostrava – Havířov – Český Těšín – Třinec – Jablunkov) a I/14 (Náchod – Ústí nad Orlicí). Díky tomu přes město jezdí autobusové spoje spojující Prahu s Orlickými horami a Jeseníky a linky z Náchodska a Podorlicka do Brna. Z místních linek je nejfrekventovanější ta, která spojuje Kostelec nad Orlicí, Doudleby, Vamberk a Rychnov nad Kněžnou a linka do Ústí nad Orlicí.
Železniční doprava zde má menší význam; ve Vamberku funguje od roku 1906 nádraží regionální trati z Doudleb do Rokytnice v Orlických horách, kde jsou v provozu pouze osobní vlaky. Trať má zastávku také v Pekle nad Zdobnicí, která slouží i pro blízký Jahodov. Větší nabídka spojů je v sousedních Doudlebách (trať Týniště nad Orlicí – Letohrad) se spoji do Hradce Králové a Letohradu.

## Muzea
- Muzeum krajky Vamberk, Vilímkova ulice 88[8]

## Pamětihodnosti

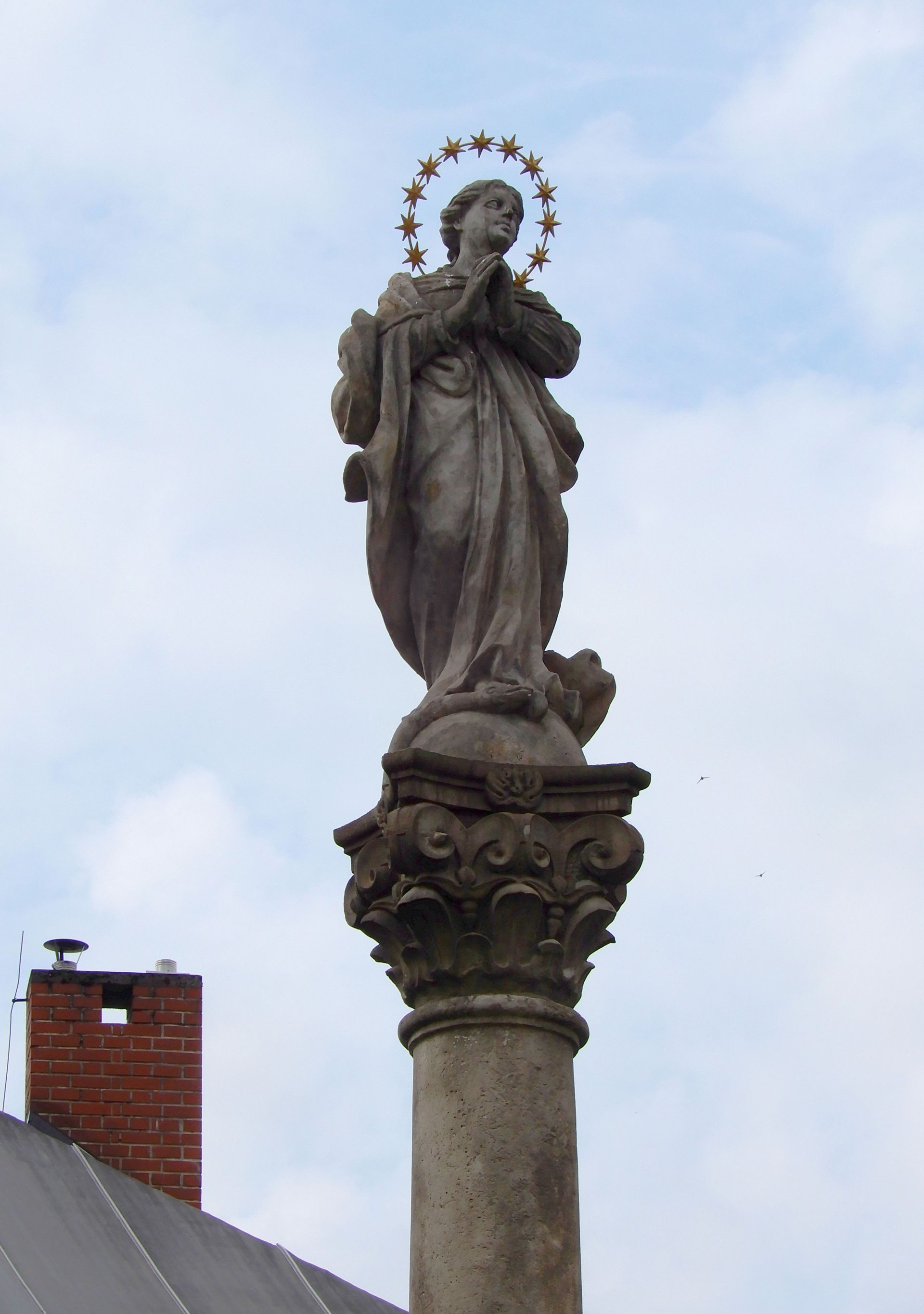
Socha Immaculaty z mariánského sloupu

- Kostel sv. Barbory – raně barokní hřbitovní kostel z roku 1697, s hřbitovem a rodinnou hrobkou Lützowů
- Kostel sv. Prokopa – vrcholně barokní stavba z počátku 18. století, postavena na základech gotického kostela, v kryptě se dochovaly proslulé vamberecké mumie ze 17. až 18. století v otevřených rakvích, včetně ostatků hraběnky belgického původu Magdalény Grambové (†1671) s krajkovým límcem (zakladatelka tradice výroby vambereckých krajek)
- Židovský hřbitov – na Zářečí, volně přístupný, s kamennými náhrobky od roku 1673 do konce 19. století
- Sousoší Kalvárie s Pannou Marií, Janem a Marií Magdalénou  u kostela
- Boží muka na náměstí: krucifix, na pilíři sochy Panny Marie Bolestné, sv. Jana Nepomuckého a sv. Floriána; na soklu reliéf sv. Václava, na kříži vzadu tesané nástroje Kristova utrpení a dedikace s chronogramem
- Socha zbičovaného Krista u sloupu, Tyršova ulice 15
- Socha Ecce homo - odpočívajícího zmučeného Krista, ve farním dvoře
- Pilíř s reliéfem Panny Marie Pomocné, Josef Melnický (1821), u domu čp. 293[9]
- Sousoší sv. Anny Samétřetí na pilíři, kolem 1750, u kostela sv. Prokopa
- Sousoší sv. Anny vyučující Pannu Marii
- Sloup se sochou Panny Marie Immaculaty; (1699), varianta mariánského sloupu ze Staroměstského náměstí v Praze
- Socha Mistra Jana Husa z roku 1904, na náměstí
- Klasicistní kašna se čtyřmi sochami na náměstí
- Kubiasova vila – moderní vila z roku 1923
- Kamenný most ve Vamberku – kamenný most přes Zdobnici s osmi sochami českých patronů, autor: Eduard Harnach, postaven v letech 1864–1865
- Sousoší vdovy s dítětem – památník obětem první světové války, nápis: „Čekali a nedočkali se“

## Osobnosti
- Arnošt Vančura (1750–1802), český a ruský hudební skladatel
- Jan Machan (1762–1824), profesor porodnictví, speciální patologie a chirurgie, působící ve Lvově[10]
- Jan Václav Hugo Voříšek (1791–1825), varhaník a kapelník c.k. vídeňského dvora
- František Hajniš (1815–1885), obrozenecký spisovatel a humorista
- Franz Melnický (1822–1876), sochař a kameník
- Alois Kareš (1822–1885), obchodník, vystěhovalecký agent (společník proslulé přepravní společnosti Kareš & Stocký se sídlem v Brémách), vlastenec a mecenáš
- Josef Richard Vilímek (1835–1911), zakladatel pražského nakladatelství, autor a vydavatel Humoristických listů
- Josef Kalousek (1838–1915), historik, docent českých dějin na UK v Praze
- František hrabě Lützow, (1849–1916), diplomat, spisovatel, doktor UK a Oxfordské university
- Augustin Vyskočil (1852–1922), kapelník Národního divadla, profesor pražské konzervatoře
- František Pavlišta (1874–1926), kapelník
- Pavel Ludikar Vyskočil, (1882–1967), operní pěvec
- Otakar Sedloň (1885–1973), malíř a středoškolský profesor
- František Hrobař (1893–1985), učitel, botanik, ornitolog a jeden z prvních iniciátorů ochrany přírody a památných stromů
- Antonín Bednář (1896–1949), klavírní virtuos, sbormistr Pěveckého sboru českých učitelů
- Jan Malý (1900–1988), houslista, kapelník
- Bohumil Pavel (1901–1976), učitel, malíř, zakladatel loutkového divadla ve Vamberku
- Bohumil Ditrt (1911–2000), fotograf, aktivní člen Sokola
- Matěj Kopecký (?–1946), principál loutkového divadla, legionář
- Rudolf Horský (1914–2001), teolog a biskup Církve československé husitské
- František Koukol (1915–1940), příslušník 311. čs. bombardovací perutě RAF v Anglii.

## Partnerská města
- Novedrate, Itálie
- Bobowa, Polsko

## Fotogalerie

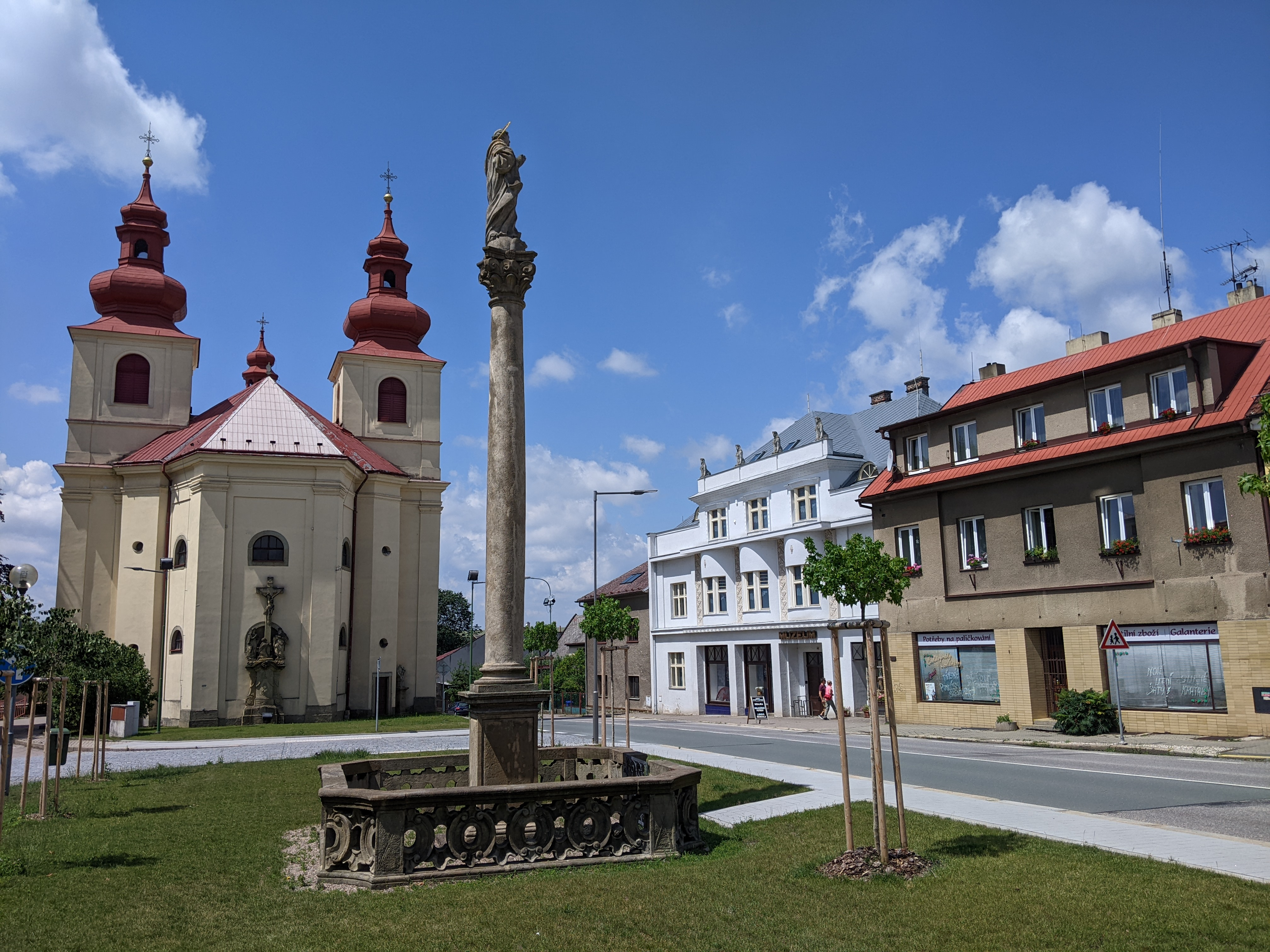
Mariánský sloup a kostel sv. Prokopa
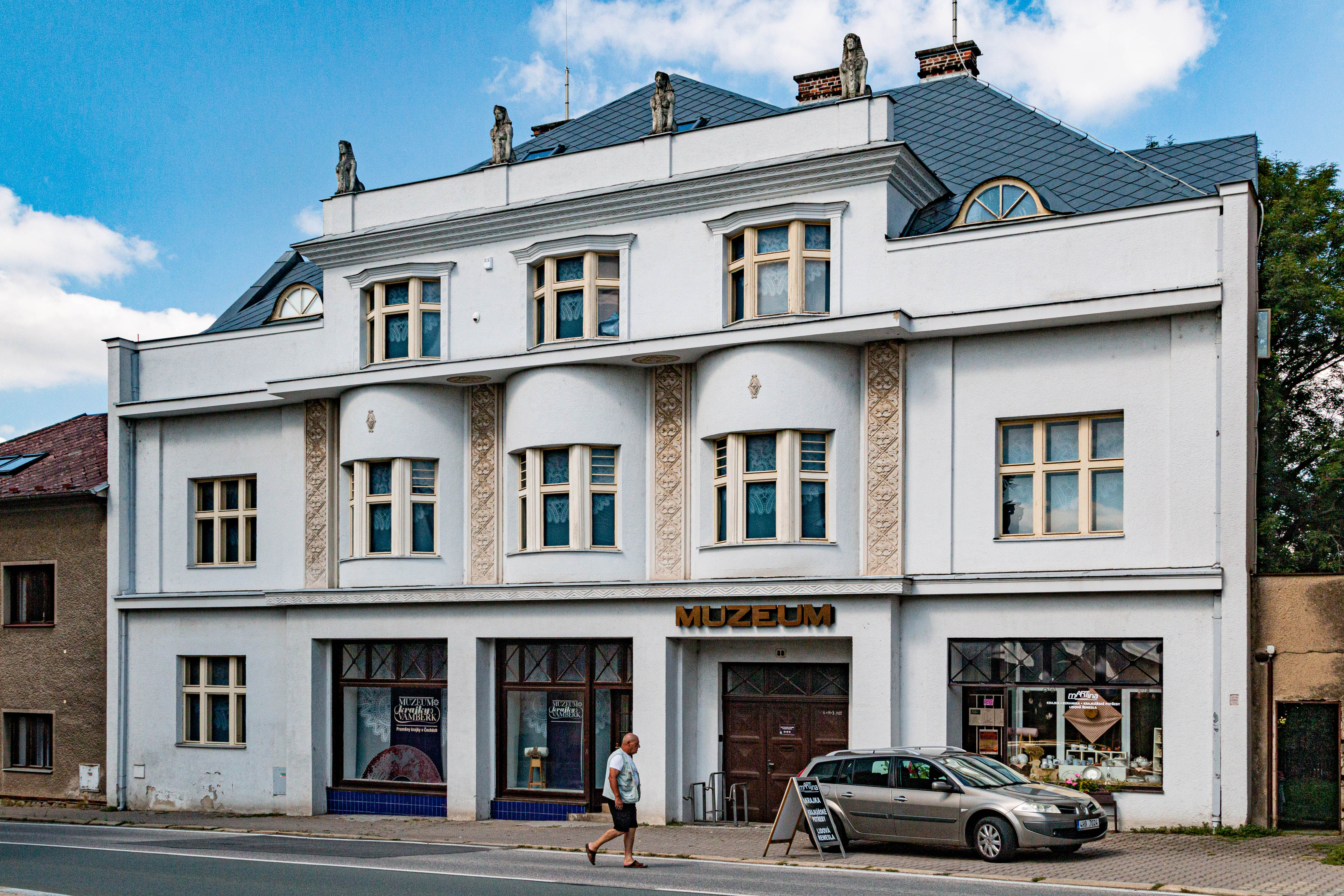
Muzeum krajky
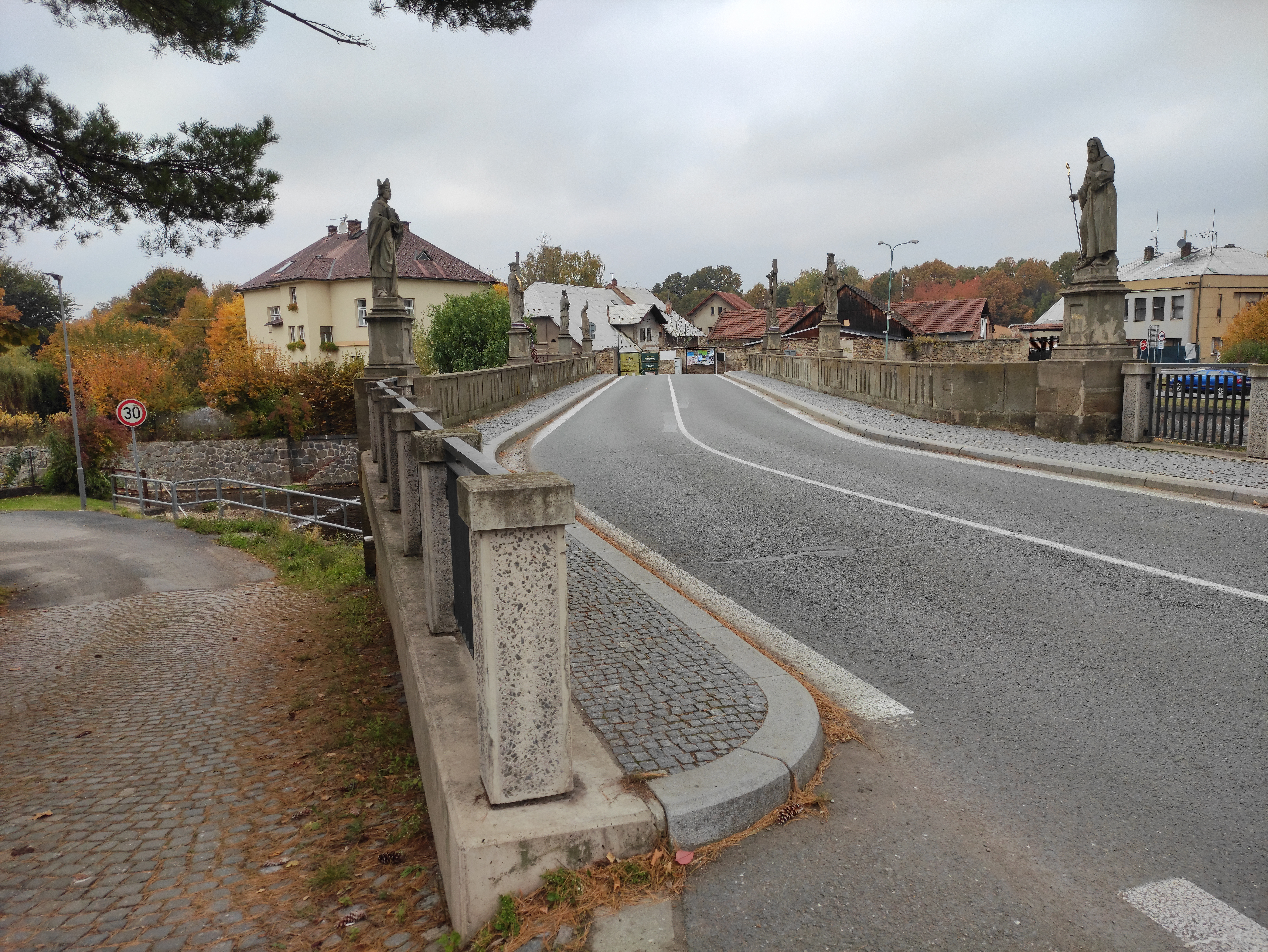
Kamenný most se sochami
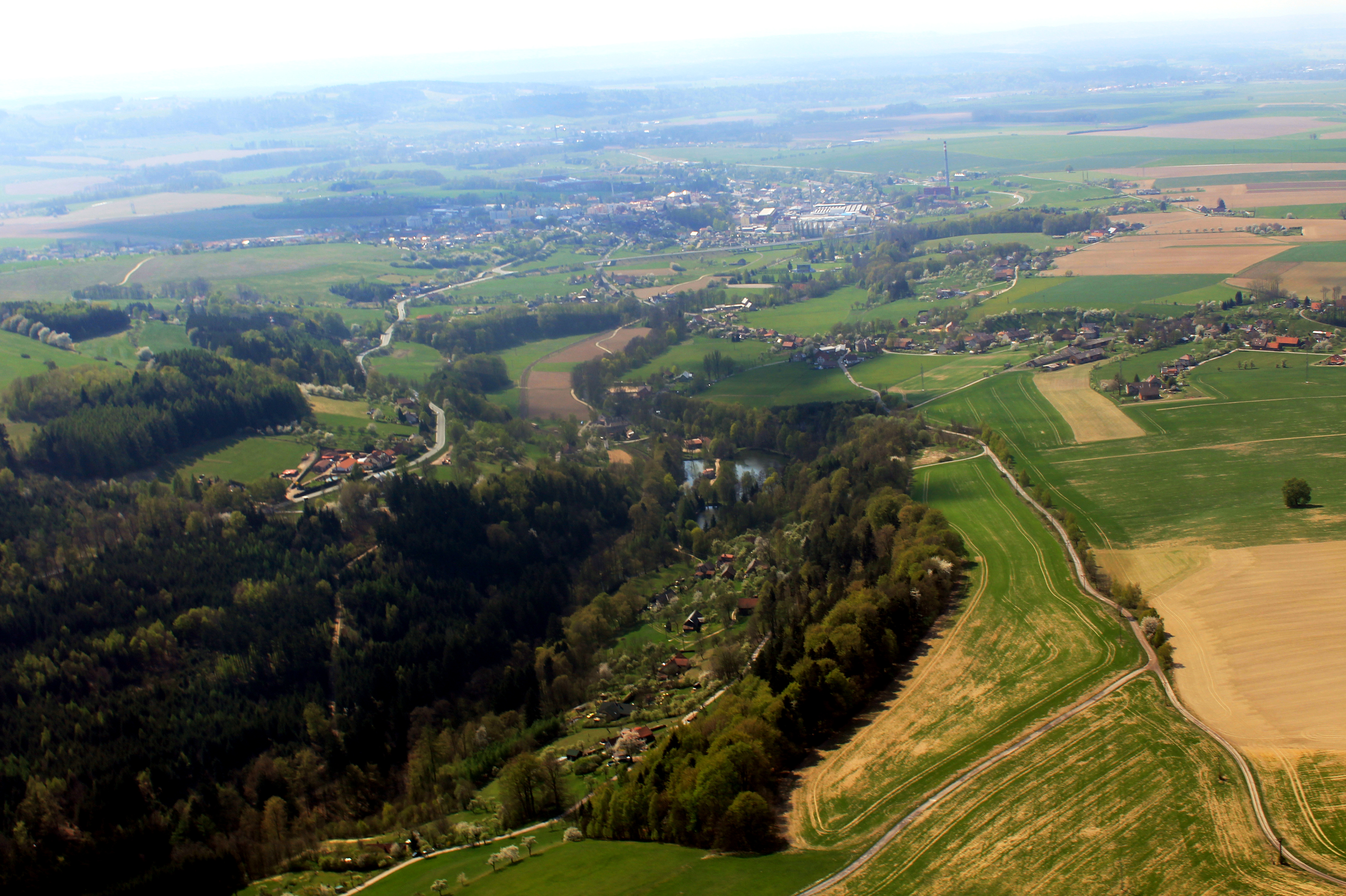
Letecký snímek
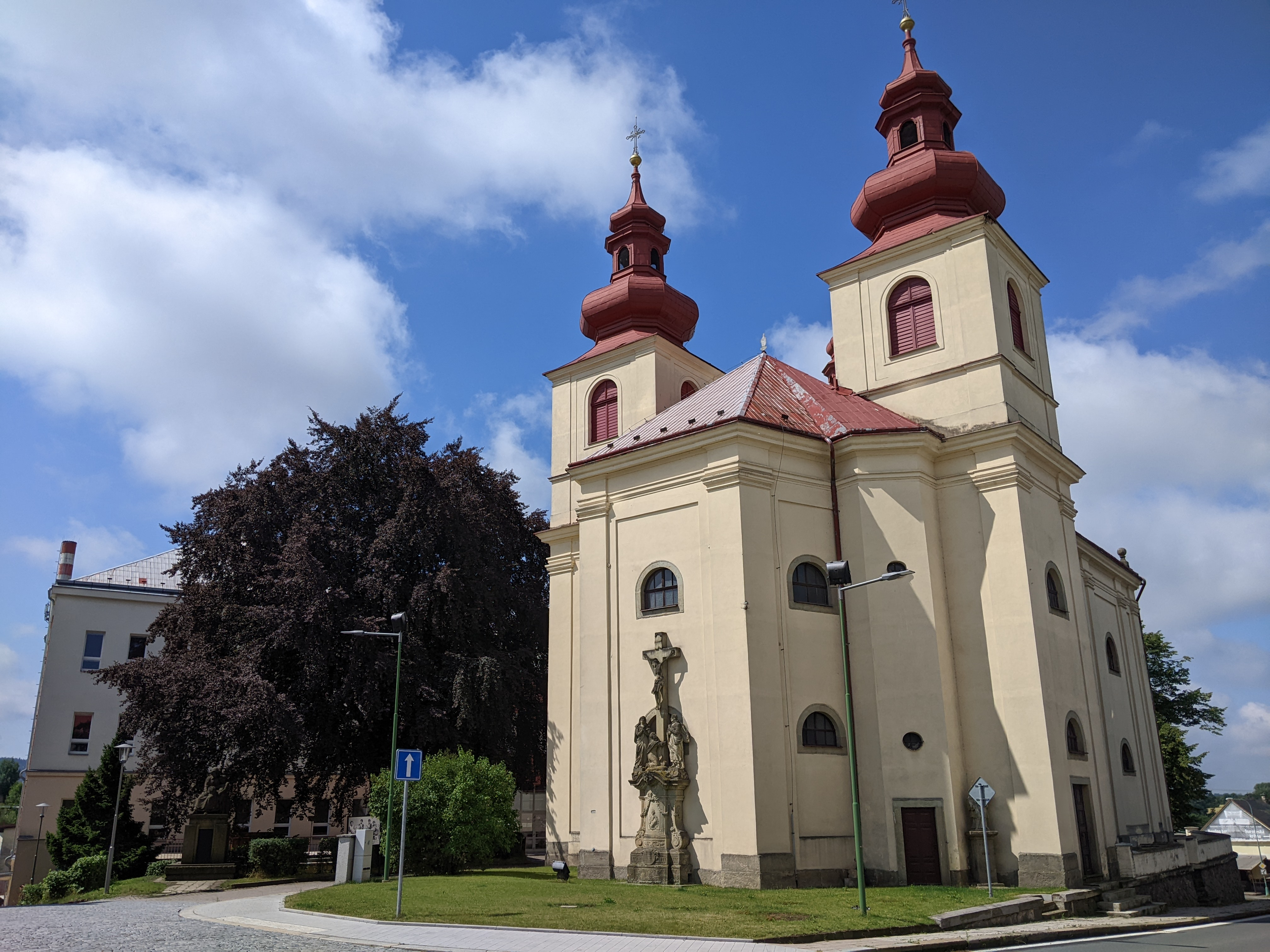
Kostel sv. Prokopa
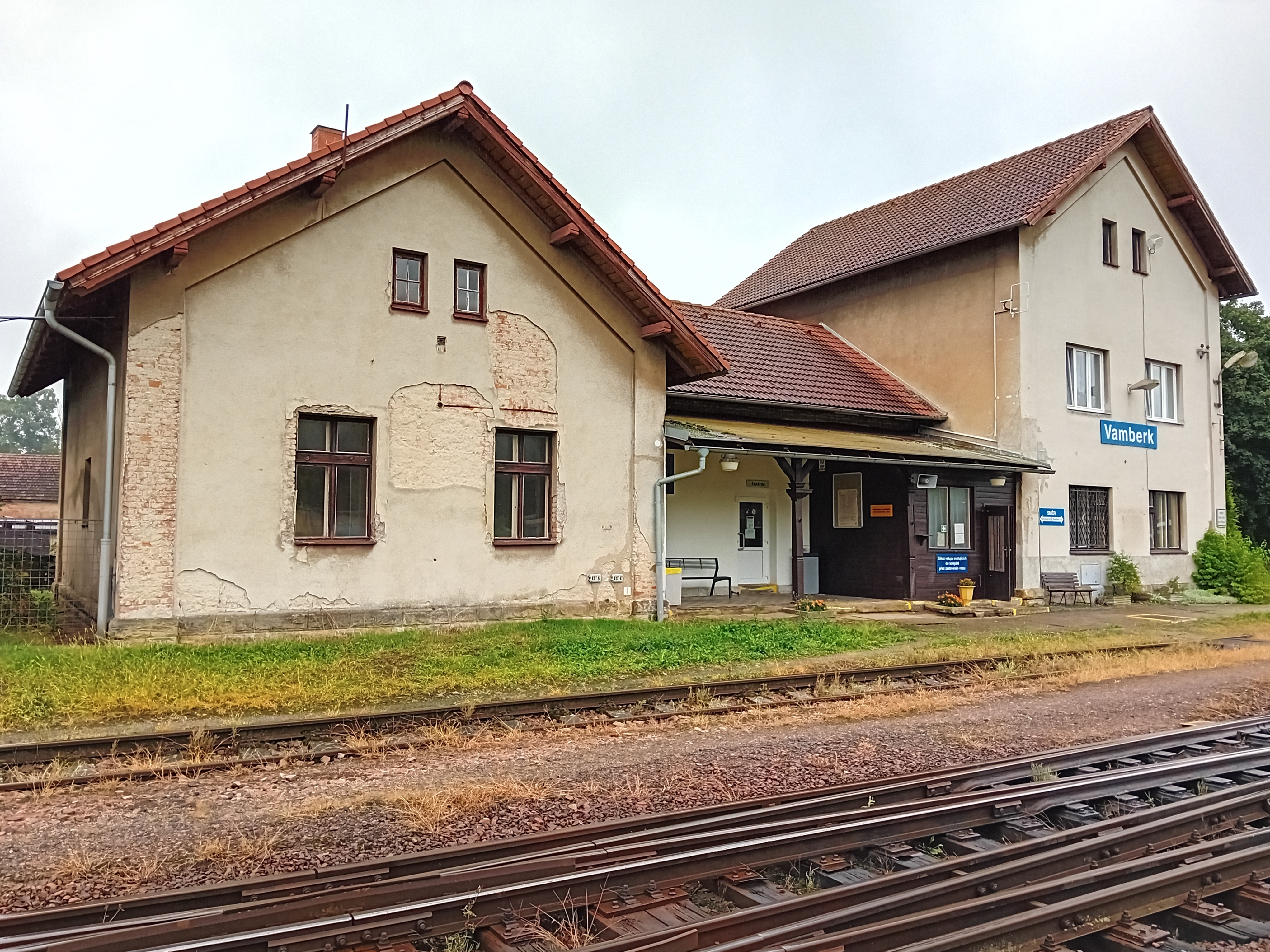
Nádraží